# The Private Life of Helen of Troy
The Private Life of Helen of Troy (bra: A Vida Privada de Helena de Troia) é um filme norte-americano de 1928, do gênero comédia, dirigido por Alexander Korda, com roteiro de Carey Wilson baseado no romance The Private Life of Helen of Troy, de John Erskine, e na peça teatral The Road to Rome, de Robert E. Sherwood.
Foi o maior sucesso de María Corda em Hollywood. Esposa do diretor Alexander Korda, sua carreira, assim como a de inúmeros astros do cinema mudo, chegou ao fim com o advento do som no cinema.

## Sinopse
A rainha Helena de Troia, chateada com o pouco interesse de Menelau, seu marido, foge para Esparta com o jovem Páris. Menelau, mordido de raiva, declara guerra a Páris e consegue levar Helena de volta para casa. Pelos costumes da época, ele deveria ter o prazer de matá-la, mas ela se mostra amorosa e sedutora, o que o impede de concretizar tal ato. Com isso, Helena vê o caminho livre para começar um novo flerte, agora com o príncipe de Ítaca.

## Premiações
| Prêmio     | Categoria             | Recipiente   | Situação |
| ---------- | --------------------- | ------------ | -------- |
| Oscar 1929 | Melhor entretitulagem | Gerald Duffy | Indicado |

## Elenco
| Ator/Atriz           | Personagem            |
| -------------------- | --------------------- |
| María Corda          | Helena de Troia       |
| Lewis Stone          | Menelau               |
| Ricardo Cortez       | Páris                 |
| George Fawcett       | Eteoneu               |
| Alice White          | Adraste               |
| Bill Elliot          | Telêmaco              |
| Tom O'Brien          | Ulisses               |
| Bert Sprotte         | Aquiles               |
| Mario Carillo        | Ájax                  |
| Charles Puffy        | Malapokitoratoreadeto |
| George Kotsonaros    | Heitor                |
| Constantine Romanoff | Eneias                |
| Alice Adair          | Afrodite              |
| Helen Fairweather    | Atena                 |